# Espion junior
Pour plus de détails, voir Fiche technique et Distribution.
Espion junior ou Quand l'habit fait l'espion au Québec (titre original : If Looks Could Kill, mais rebaptisé Teen Agent lors de sa sortie au Royaume-Uni, dont le titre français s'inspire) est un film américain mariant la comédie, le film d'action et l'espionnage réalisé par William Dear, sorti en 1991, parodiant les films de James Bond.

## Synopsis
Michael Corben est un lycéen de 18 ans très fainéant et peu impliqué dans ses études. Toutefois, pour sauver son année, il est obligé de partir en voyage linguistique en France. À l'aéroport d'où son vol doit partir pour la France, il est confondu avec un agent secret de la CIA, appelé lui aussi Michael Corben, qui vient d'être assassiné par de dangereux criminels...

## Fiche technique
- Titre : Espion junior
- Titre québécois : Quand l'habit fait l'espion
- Titre original : If Looks Could Kill puis Teen Agent
- Réalisation : William Dear
- Scénario : Darren Star, d'après une histoire de Fred Dekker
- Production : David Coatsworth, Neil Meron, Elliot Schick, Craig Zadan
- Musique : David Foster
- Photographie : Douglas Milsome
- Montage : John F. Link
- Direction artistique : Guy J. Comtois
- Costumes : Mary E. MacLeod
- Chef-décorateur : Réal Proulx
- Pays d'origine : États-Unis
- Langue : anglais
- Genre : comédie - action - espionnage
- Durée : 88 minutes
- Dates de sortie : 
  - États-Unis : 15 mars 1991
  - Royaume-Uni : 20 septembre 1991

## Distribution
- Richard Grieco (VQ : Gilbert Lachance) : Michael Corben
- Roger Rees (VF : Guy Chapellier) : Augustus Steranko
- Linda Hunt (VQ : Anne Caron) : Ilsa Grunt
- Robin Bartlett (VQ : Natalie Hamel-Roy) : Patricia Grober
- Gabrielle Anwar (VF: Véronique Soufflet )(VQ : Lisette Dufour) : Mariska
- Michael Siberry (VF : Daniel Beretta ; VQ : Daniel Lesourd) : L'agent Derek Richardson
- Frederick Coffin (VF : Marc Alfos) : Le lieutenant Colonel Larabee
- Geraldine James (VQ : Louise Turcot) : Vendetta Galante
- Tom Rack (VQ : Hubert Gagnon) : Zigesfeld
- Oliver Dear (VQ : Antoine Durand) : Kent
- Cynthia Preston (VF: Claire Guyot) : Melissa Tyler
- Carole Davis (VQ : Claudie Verdant) : Areola Canasta
- Michael Sinelnikoff : Haywood
- Gerry Mendicino (VF : Joël Martineau) : Herb Corben
- Fiona Reid : Marge Corben
- Roger Daltrey (VQ : Denis Mercier) : Blade
- Jacques Tourangeau : Jacques Lefèvre
- David McIlwraith : Agent Michael Corben

## Distinctions
- - Nomination au Saturn Award du meilleur film fantastique 1992
  - Nomination au Saturn Award du meilleur réalisateur 1992 (William Dear)
  - Nomination au Saturn Award de la meilleure actrice dans un second rôle 1992 (Robin Bartlett)